# Age of Wonders: Shadow Magic
Age of Wonders: Shadow Magic — покрокова стратегічна відеогра у фентезійному сеттингу. Нова гра, під заголовком "Shadow Magic" є третьою в серії ігор Age of Wonders і прямим продовженням гри Age of Wonders II: The Wizard's Throne. Усі вони були розроблені Triumph Studios. Ця серія є духовним послідовувачем Master of Magic.

## Ігровий процес

Age of Wonders: Shadow Magic screenshot

Дія у грі відбувається на трьох різних рівнях: на поверхні, під землею та в Світі Тіней. Сценарії можуть мати місце на одному або кількох із цих рівнів. Гра має режим одночасного ходу. Гра ведеться як у режимі надземного світу, у якому сторони переміщуються та піднімаються, будуються споруди та постають герої, так і в бойовому режимі.
Ключовим елементом гри є Чарівники. Чарівники спроможні маги, але невдалі бійці ближнього бою. Кожен гравець має одного чарівника, кожен зі сферою магії (Життя, Смерть, Вогонь, Вода, Повітря, Земля, Космос, Хаос/Таємниця), який вирішує, які чари Чарівник може вивчати. Деякі чарівники мають кілька сфер, але їм доступні тільки чари низького рівня. Магія існує пасивна (наприклад, благословіння бійця додатковими силами), та спрямована (тобто чари зцілення або атаки), також чарівник може викликати створіння. Чарівники — єдині бійці в грі, які не можуть підвищувати рівень або здобувати медалі . Натомість вони вдосконалюються, вивчаючі нові заклинання та навички.
У чарівників є "домен", область, у якій можна використовувати заклинання, позначена шестикутниками. Коли чарівник перебуває всередині вежі чарівника, радіус його домену збільшується на кілька шестикутників. Невеликий домен має навколо себе кожний герой. Вежу чарівника можно побудувати в кожному ігровому місті. Чарівник має бути лише в одній вежі чарівникіа; інші вежі також збільшують його домен.
Чарівники також можуть викликати героїв. Герої - це чоловіки та жінки, які ведуть війська в бій. Герої, на відміну від чарівників, можуть піднімати рівень. Коли вони це роблять, гравець може обрати одну з трьох здібностей героя, щоб зробити їх сильнішими. Наприклад, вони можуть вести віддалений вогонь або підіймати бойовий дух групи.
Звичайні бійці представляють більшість створінь у грі. Їх можна розділити на чотири рівні залежно від будівель, необхідних для їх створення. Вони можуть бути нагороджені медалями, які даються незалежно від відповідного рівня. Медалі вказують на досвід і дають бонуси до показників.
На ігровій мапі знаходяться різні об'єкти. Найважливішими з них є міста та споруди, які генерують золото, чи ману. Міста бувають чотирьох рівнів. Найнижчий рівень — форпост, який може побудувати лише дерев’яну стіну та базового бійця раси за яку їде гра. Наступний етап - Селище, далі йде містечко, ще далі місто. Типи міст відрізняються тим, наскільки швидко вони можуть будувати споруди, і прибутком, який вони генерують.
Гра налічює п'ятнадцять рас, які діляться на три категорії: світло, сутінки та темрява. Ці категорії можна далі розбити на п'ять груп; чисте добро, добро, зло, чисте зло та нейтральні раси.

### Багатокористувацький режим
Як і обидві попередні гри, ця була розроблена як для одного, так і для кількох гравців, і хоча графічний рушій такий самий, як у Age of Wonders 2: The Wizard's Throne, ігровий процес покращено та додано деякі важливі функції. Кожна існуюча раса в грі отримала принаймні одного нового бійця, та нові споруди, 3 раси є абсолютно новими. На запит багатьох шанувальників (побічників «культа випадкових мап»), гра тепер пропонує опцію «Створити випадковий сценарій». Age of Wonders: Shadow Magic можна грати з іншими людьми(гравцями) трьома різними способами; 1) Під'єднання через IP (Internet Protocol) адресу; 2) Під'єднання через LAN (локальна мережа); 3) За допомогою електронної пошти.

## Розробка
Shadow Magic, ймовірно, планувався як доповнення для Age of Wonders II: The Wizard's Throne, але замість цього була опублікована як окрема гра. 
Після завершення офіційної підтримки з патчем 1.3 гра була неофіційно доопрацьована фан-спільнотою через не офіційний патч.Були випущені подальщі оновлення.

### Доступність
Age of Wonders: Shadow Magic не видавалася та була недоступна в Інтернеті кілька років (Покинуте ПЗ). У вересні 2010 року ціла серія була перевидана сервісом цифрового розповсюдження Stardock Impulse , незабаром після цього через GOG.com і GamersGate  і, нарешті, через Steam .

## Оцінки критиків
| Видання               | Оцінка |
| --------------------- | ------ |
| Computer Gaming World | [ 8 ]  |
| PC Gamer (США)        | 92%    |
| X-Play                | [ 10 ] |

Редакція Computer Gaming World нагородила Shadow Magic званням «Стратегічна гра року» 2003 року. Вони написали: «З усіх стратегічних ігор, у які ми грали цього року, Age of Wonders: Shadow Magic — єдина, яка викликає відчуття «ну ще один хід і досить», що виділяє кращих з найкращих».  Вона була номінантом на нагороду PC Gamer US від 2003 року як «Краща покрокова стратегічна гра», хоча й програла грі Combat Mission: Afrika Korps . 

## Список використаної літератури
1. ↑  Good Old Games — 2008.
2. 1 2 3  Steam — 2003.
3. ↑  Humble Store
4. ↑  Massive Unofficial AoW:SM Game Update Available!. Triumph Studios. 2005. Архів оригіналу за 17 грудня 2005. Процитовано 30 березня 2012. [Архівовано 2005-12-17 у Wayback Machine.]
5. ↑  Unofficial Patch v1.4
6. ↑  Age of Wonders II Heaven. HeavenGames.
7. ↑  AGE OF WONDERS® SERIES DIGITALLY RE-RELEASED!. Triumph Studios. Архів оригіналу за 19 травня 2012. Процитовано 30 березня 2012. [Архівовано 2012-05-19 у Wayback Machine.]
8. ↑  Jackson, Jonah (1 жовтня 2003). Age of Wonders: Shadow Magic. Computer Gaming World. Архів оригіналу за 31 травня 2004. [Архівовано 2004-05-31 у Wayback Machine.]
9. ↑  Vederman, Greg. Age of Wonders: Shadow Magic. PC Gamer US. Архів оригіналу за 13 лютого 2008. [Архівовано 2008-02-13 у Wayback Machine.]
10. ↑  Bemis, Greg (18 серпня 2003). Age of Wonders: Shadow Magic (PC) Review. X-Play. Архів оригіналу за 5 грудня 2004.
11. ↑  ((Editors of CGW )) (March 2004). Computer Gaming World's 2003 Games of the Year. Computer Gaming World. № 236. с. 57—60, 62—69.
12. ↑  Staff (March 2004). The 10th Annual PC Gamer Awards. PC Gamer US. 11: 38—40, 42, 44, 45.

## Зовнішні посилання
- Офіційний сайт через Інтернет-архів
- Age of Wonders: Shadow Magic на Triumph Studios